# Saint-Sulpice-le-Verdon

Saint-Sulpice-le-Verdon este o comună în departamentul Vendée, Franța. În 2009 avea o populație de 852 de locuitori.